# 王之泰
王之泰（1939年—），祖籍辽宁锦西，生于四川重庆，中华人民共和国物流专家，曾任中国民主建国会中央委员会常务委员，南京市政协副主席，第七、八、九届全国政协委员。